# Anopheles mortiauxi
Anopheles mortiauxi este o specie de țânțari din genul Anopheles, descrisă de Edwards în anul 1938. Conform Catalogue of Life specia Anopheles mortiauxi nu are subspecii cunoscute.